# Rhynchostegiella tanneri
Rhynchostegiella tanneri är en bladmossart som beskrevs av Maurice Bizot och Tamás Pócs 1976-77 [1977. Rhynchostegiella tanneri ingår i släktet nålmossor, och familjen Brachytheciaceae. Inga underarter finns listade i Catalogue of Life.